# Norbert Hosnyánszky
Norbert Hosnyánszky (Budimpešta, 4. ožujka 1984.), mađarski vaterpolist, igrač Egera. Visok je 196 cm i mase je 102 kg.